# Epigynopteryx albicuneata
Epigynopteryx albicuneata là một loài bướm đêm trong họ Geometridae.